# Fotbalista roku (Rumunsko)
Ocenění Fotbalista roku je v Rumunsku každoročně udělováno nejlepšímu fotbalistovi země rumunskými novinami Gazeta Sporturilor. Prvním vítězem se stal v roce 1966 Nicolae Dobrin.

## Přehled vítězů
| Rok  | Vítěz              | 2. místo                   | 3. místo                | 4. místo                   | 5. místo                           |
| ---- | ------------------ | -------------------------- | ----------------------- | -------------------------- | ---------------------------------- |
| 2022 | Nicolae Stanciu    |                            |                         |                            |                                    |
| 2021 | Florin Niță        |                            |                         |                            |                                    |
| 2020 | Dennis Man         | Ciprian Deac               | Nicolae Stanciu         | Ianis Hagi                 | Alexandru Maxim                    |
| 2019 | Andrei Radu        | George Pușcaș              | Nicolae Stanciu         | Alexandru Mitriță          | Ianis Hagi Florinel Coman          |
| 2018 | George Țucudean    | Răzvan Marin               | Ianis Hagi              | Ciprian Tătărușanu         | Alexandru Mitriță                  |
| 2017 | Constantin Budescu | Ciprian Tătărușanu         | Florin Niță Ștefan Radu | —                          | Alexandru Băluță Cristian Săpunaru |
| 2016 | Denis Alibec       | Nicolae Stanciu            | Răzvan Marin            | Claudiu Keșerü             | Florin Andone                      |
| 2015 | Ciprian Tătărușanu | Constantin Budescu         | Costel Pantilimon       | Ioan Hora                  | Florin Andone                      |
| 2014 | Lucian Sânmărtean  | Claudiu Keșerü             | Răzvan Raț              | Alexandru Chipciu          | Alexandru Maxim                    |
| 2013 | Vlad Chiricheș     | Alexandru Maxim            | Alexandru Bourceanu     | Ciprian Marica             | Daniel Pancu                       |
| 2012 | Raul Rusescu       | Vlad Chiricheș             | Gabriel Torje           | Alexandru Bourceanu        | Răzvan Raț                         |
| 2011 | Gabriel Torje      | Lucian Sânmărtean          | Cristian Săpunaru       | Ionel Dănciulescu          | Ștefan Radu                        |
| 2010 | Cristian Chivu     | Bogdan Stancu              | Răzvan Raț              | Ștefan Radu                | Gabriel Tamaș                      |
| 2009 | Cristian Chivu     | Răzvan Raț                 | Adrian Mutu             | Iulian Apostol             | Gigel Bucur                        |
| 2008 | Adrian Mutu        | Dorin Goian Cristian Chivu | -                       | Bogdan Lobonț              | Eugen Trică                        |
| 2007 | Adrian Mutu        | Bogdan Lobonț              | Cristian Chivu          | Dorin Goian                | Nicolae Dică                       |
| 2006 | Nicolae Dică       | Adrian Mutu                | Cristian Chivu          | Dănuț Coman Ciprian Marica | -                                  |
| 2005 | Adrian Mutu        | Mirel Rădoi                | Dorinel Munteanu        | Nicolae Dică               | Răzvan Cociș Marius Măldărășanu    |
| 2004 | Ionel Dănciulescu  | Adrian Neaga               | Mirel Rădoi             | Daniel Niculae             | Florentin Petre Tiberiu Ghioane    |
| 2003 | Adrian Mutu        | Cristian Chivu             | Bogdan Lobonț           | Mirel Rădoi                | Daniel Pancu                       |
| 2002 | Cristian Chivu     | Adrian Mutu                | Cosmin Contra           | Daniel Pancu               | Mirel Rădoi                        |
| 2001 | Cosmin Contra      | Marius Niculae             | Cristian Chivu          | Gheorghe Popescu           | Adrian Mihalcea Daniel Pancu       |
| 2000 | Gheorghe Hagi      | Cristian Chivu             | Gheorghe Popescu        | Dorinel Munteanu           | Marius Niculae                     |
| 1999 | Gheorghe Hagi      | Dan Petrescu               | Adrian Ilie             | Gheorghe Popescu           | Adrian Mutu                        |
| 1998 | Adrian Ilie        | Gheorghe Popescu           | Gheorghe Hagi           | Bogdan Stelea              | Ionuț Lupescu                      |
| 1997 | Gheorghe Hagi      | Dan Petrescu               | Marius Lăcătuș          | Gheorghe Popescu           | Adrian Ilie                        |
| 1996 | Gheorghe Popescu   | Gheorghe Hagi              | Viorel Moldovan         | Adrian Ilie                | Dorinel Munteanu                   |
| 1995 | Gheorghe Popescu   | Gheorghe Hagi              | Daniel Prodan           | Dorinel Munteanu           | Florin Răducioiu                   |
| 1994 | Gheorghe Hagi      | Florin Răducioiu           | Ionuț Lupescu           | Gheorghe Popescu           | Ilie Dumitrescu                    |
| 1993 | Gheorghe Hagi      | Ilie Dumitrescu            | Florin Răducioiu        | Gheorghe Popescu           | Ovidiu Sabău                       |
| 1992 | Gheorghe Popescu   | Gheorghe Hagi              | Dorinel Munteanu        | Ionuț Lupescu              | Ilie Dumitrescu                    |
| 1991 | Gheorghe Popescu   | Gheorghe Hagi              | Ionuț Lupescu           | Silviu Lung                | Dorinel Munteanu                   |
| 1990 | Gheorghe Popescu   | Iosif Rotariu              | Dan Petrescu            | Ionuț Lupescu              | Marius Lăcătuș                     |
| 1989 | Gheorghe Popescu   | Ovidiu Sabău               | Gheorghe Hagi           | Marius Lăcătuș             | Ștefan Iovan                       |
| 1988 | Dorin Mateuț       | Gheorghe Hagi              | Miodrag Belodedici      | Marius Lăcătuș             | Ovidiu Sabău                       |
| 1987 | Gheorghe Hagi      | Miodrag Belodedici         | Rodion Cămătaru         | László Bölöni              | Marius Lăcătuș                     |
| 1986 | Helmuth Duckadam   | László Bölöni              | Miodrag Belodedici      | Rodion Cămătaru            | Gheorghe Hagi                      |
| 1985 | Gheorghe Hagi      | Costică Ștefănescu         | László Bölöni           | Silviu Lung                | Michael Klein                      |
| 1984 | Silviu Lung        | Gheorghe Hagi              | Costică Ștefănescu      | Mircea Rednic              | Dumitru Moraru                     |
| 1983 | László Bölöni      | Silviu Lung                | Costică Ștefănescu      | Rodion Cămătaru            | Mircea Rednic                      |
| 1982 | Ilie Balaci        | Costică Ștefănescu         | Rodion Cămătaru         | László Bölöni              | Gino Iorgulescu                    |
| 1981 | Ilie Balaci        | Costică Ștefănescu         | Ștefan Sameș            | Vasile Iordache            | Romulus Gabor                      |
| 1980 | Marcel Răducanu    | Anghel Iordănescu          | Costică Ștefănescu      | Vasile Iordache            | Rodion Cămătaru                    |
| 1979 | Ștefan Sameș       | Costică Ștefănescu         | Marcel Răducanu         | Nicolae Dobrin             | Cornel Dinu                        |
| 1978 | Narcis Coman       | Nicolae Dobrin             | Costică Ștefănescu      | Cornel Dinu                | Ștefan Sameș                       |
| 1977 | László Bölöni      | Dudu Georgescu             | Alexandru Sătmăreanu    | Nicolae Dobrin             | Iosif Vigu                         |
| 1976 | Dudu Georgescu     | László Bölöni              | Anghel Iordănescu       | Necula Răducanu            | Florin Cheran                      |
| 1975 | Ion Dumitru        |                            |                         |                            |                                    |
| 1974 | Cornel Dinu        | Mircea Lucescu             | Ion Dumitru             | Silviu Iorgulescu          | Alexandru Boc Necula Răducanu      |
| 1973 | Ion Dumitru        | Cornel Dinu                | Nicolae Dobrin          | Dumitru Antonescu          | Florea Dumitrache                  |
| 1972 | Cornel Dinu        | Alexandru Boc              | Nicolae Dobrin          | Stere Adamache             | Ion Dumitru                        |
| 1971 | Nicolae Dobrin     | Ion Dumitru                | Nicolae Lupescu         | Mircea Lucescu             | Cornel Dinu                        |
| 1970 | Cornel Dinu        | Necula Răducanu            | Florea Dumitrache       | Radu Nunweiller            | Nicolae Lupescu Vasile Ianul       |
| 1969 | Florea Dumitrache  | Nicolae Dobrin             | Radu Nunweiller         | Lajos Sătmăreanu           | Aristide Ghiță                     |
| 1968 | Florea Dumitrache  | Cornel Dinu                | Lajos Sătmăreanu        | Gheorghe Gornea            | Ion Barbu Narcis Coman             |
| 1967 | Nicolae Dobrin     | Gheorghe Constantin        | Narcis Coman            | Ion Ionescu                | Dan Coe                            |
| 1966 | Nicolae Dobrin     | Vasile Gergely             | Ion Pîrcălab            | Emil Dumitriu              | Ion Nunweiller                     |